# Je Khempo
El Je Khempo es el lama de mayor jerarquía en Bután, y consecuentemente, la máxima autoridad religiosa del país, siendo el supremo jerarca del budismo tibetano en Bután, aunque supeditado a la autoridad internacional del Karmapa. Pertenece a la tradición Kagyu del lamaísmo.
La traducción completa de su posición es: Abad Jefe del Cuerpo Monástico Central de Bután.

## Historia
Después de la unificación de Bután en 1651 por Shabdrung Ngawang Namgyal se estableció un sistema de gobierno dual en donde el Je Khempo ejercería el poder religioso y el Druk Desi el poder político. Se considera que el primer Je Khempo fue Pekar Jungney. Este sistema se mantendría hasta 1907 con el establecimiento de la monarquía butanesa en donde perdería las prerrogativas políticas pero mantendrá hasta la fecha un fuerte poder e influencia en el país, siendo el principal consejero del rey de Bután.
El actual Je Khempo es Trulku Jigme Choedra, quien asumió el trono religioso en 1996, y es considerado la encarnación de Maitreya. Es el 70° Je Khempo, y tiene tratamiento protocolario de Su Santidad.
A diferencia del dalái lama, el panchen lama (líderes en Tíbet hoy en el exilio) y el Jebtsundamba Kutuktu (líder del budismo mongol) que son electos al nacer, el Je Khempo es electo en su vida adulta.
Su residencia (y la del Cuerpo Monástico Central) está ubicada en invierno en el Dzong Punakha y en verano en el Dzong Tashichoe.

## Lista de Je Khempos
| N.º | Nombre         | Periodo     |
| --- | -------------- | ----------- |
| 1   | Pekar Jungney  | 1651 – 1672 |
| 2   | Sonam Ozer     | 1672–1689   |
| 3   | Pekar Lhundrup | 1689–1697   |
| 4   | Damcho Pekar   | 1697–1707   |

| N.º | Nombre             | Periodo   |
| --- | ------------------ | --------- |
| 5   | Zodpa Thinley      | 1707–1724 |
| 6   | Ngawang Lhundrup   | 1724–1730 |
| 7   | Ngawang Thinley    | 1730–1738 |
| 8   | Tenzin Norbu       | 1738–1744 |
| 9   | Shākya Rinchen     | 1744–1755 |
| 10  | Tenzin Chogyal     | 1755–1762 |
| 11  | Ngawang Thinley    | 1762–1769 |
| 12  | Kunga Jamtsho      | 1769–1771 |
| 13  | Yonten Thaye       | 1771–1775 |
| 14  | Tenzin Namgyal     | 1775–1781 |
| 15  | Kunzang Gyaltsen   | 1781–1784 |
| 16  | Sherab Singye      | 1784–1791 |
| 17  | Jamgön Yeshi Dorji | 1791–1797 |
| 18  | Jamyang Gyaltshen  | 1797–1803 |

| N.º | Nombre             | Periodo   |
| --- | ------------------ | --------- |
| 19  | Ngawang Chögyal    | 1803–1807 |
| 20  | Yeshey Gyaltshen   | 1807–1811 |
| 21  | Jampyel Drakpa     | 1811–1816 |
| 22  | Jigme Gyaltsen     | 1816–1826 |
| 23  | Jampyel Drakpa     | 1826–1831 |
| 24  | Shakya Gyaltsen    | 1831–1836 |
| 25  | Sherab Gyaltsen    | 1836–1839 |
| 26  | Yönten Jamtsho     | 1839–1840 |
| 27  | Pema Zangpo        | 1840–1847 |
| 28  | Rinchen Zangpo     | 1847–1848 |
| 29  | Pema Zangpo        | 1848–1850 |
| 30  | Jampyel Jamtsho    | 1850–1851 |
| 31  | Yönten Gyaltsen    | 1851–1858 |
| 32  | Tshultrim Gyaltsen | 1858–1860 |
| 33  | Künga Peljor       | 1860–1861 |
| 34  | Shedrup Ozer       | 1861–1865 |
| 35  | Shakya Gyaltsen    | 1865–1869 |
| 36  | Yönten Pelzang     | 1869–1873 |
| 37  | Künga Singye       | 1873–1875 |
| 38  | Shākya Gyaltsen    | 1875–1875 |
| 39  | Lodrö Gyaltsen     | 1875–1878 |
| 40  | Pekar Ozer         | 1878–1881 |
| 41  | Ngawang Dönden     | 1881–1886 |
| 42  | Thinley Gyaltsen   | 1886–1888 |
| 43  | Tenzin Lhündrup    | 1888–1889 |
| 44  | Thinley Gyaltsen   | 1889–1891 |
| 45  | Thinley Jamtsho    | 1891–1894 |
| 46  | Damchö Gyaltsen    | 1894–1899 |
| 47  | Sherab Lhündrup    | 1899–1901 |

| N.º | Nombre                  | Periodo        |
| --- | ----------------------- | -------------- |
| 48  | Jamyang Rinchen         | 1901–1903      |
| 49  | Rigzin Nyingpo          | 1903–1907      |
| 50  | Jampyel Shenyen         | 1907–1909      |
| 51  | Jampai Tobzang          | 1909–1912      |
| 52  | Pelden Singye           | 1912–1915      |
| 53  | Yeshey Ngödrup          | 1915–1917      |
| 54  | Yeshey Dawa             | 1917–1918      |
| 55  | Pelden Singye           | 1918–1918      |
| 56  | Mipham Wangpo           | 1919–1922      |
| 57  | Ngawang Gyaltsen        | 1922–1927      |
| 58  | Sidzhe Namgyal          | 1927–1931      |
| 59  | Chökyi Wangchuk         | 1931–1940      |
| 60  | Ngawang Thinley         | 1940–1946      |
| 61  | Samten Jamtsho          | 1946–1955      |
| 62  | Yönten Tsündu           | 1955–1956      |
| 63  | Thinley Lhündrup        | 1956–1961      |
| 64  | Samten Pelzang          | 1961–1965      |
| 65  | Yeshey Singye           | 1965–1968      |
| 66  | Yönten Tarchen          | 1968–1971      |
| 67  | Nyizer Thinley Lhendrup | 1971–1986      |
| 68  | Tenzin Dundrup          | 1986–1990      |
| 69  | Geshey Gendün Rinchen   | 1990–1996      |
| 70  | Trulku Jigme Choedra    | 1996 – present |

| N.º | Nombre               | Periodo        |
| --- | -------------------- | -------------- |
| 70  | Trulku Jigme Choedra | 1996 – present |